# Каарта
Каарта (1650—1854) — держава на Заході Африки, що утворилася внаслідок занепаду імперії Сонгаї. Вела тривалі війни проти туарегів, імперії Сегу та Імперії тукулерів. 1854 року зазнала поразки від тукулерів й була захоплена.

## Історія
Усні перекази описують переміщення роду Кулібалі, що розпався на декілька груп, що відбилося в легенді про сварку двох братів: Барамнгола і Н'янголо. Останній перейшов річку і влаштувався близько Мурдже серед сонінке Сахеля, де він заклав основи майбутнього держави Каарта. Онук Н'янголо — Сунса Кулібалі — в другій третині XVII ст. заснував столицю Сунтьяні, створивши потужну державу. За ім'ям його сина Масси династія отримала назву Массасі.
Найбільшої потуги Каарта набула в 1-й половині XVIII ст. за фаами Бенефалі. Це дозволило його брату і спадкоємцю Фулакоро кинути виклик представнику іншої гілки Кулібалі — Бітону, фаами імперії Сеґу. Проте останній у 1754 році завдав нищівної поразки Каарті, сплюндрувавши її столицю.
Відновлення держави відбулося за Сірабо, що протягом 1760-х років переносить та розбудовує нову столицю Гему у верхів'ях річки Сенегал. Його спадкоємець Дессекоро У 1790-х роках знову виступив проти імперії Сегу, але зазнав поразки від фаами Монсон Діарра, внаслідок чого Гему сплюндровано, а Каарту підпорядковано імперії.
Не наважуючись уже відкрито виступити проти імперії Сегу наступний володар Каарти Муса Курабо зосередив увагу на західному напрямку. 1803 року йому вдається підпорядкувати державу хассо, що перебувала у сфері впливу імамату Фута-Торо. 1807 року війська Каарти завдали тому суттєвої поразки. Водночас довелося вести війну проти іншого васалу імамату — держави Бунду. війна проти Фута-Торо і Бунду з невеликими перервами тривала до 1821 року.
Новим володар Бодіан Маріба продовжив активну зовнішню політику, встановивши зверхність над сусідньою невеличкою державою галам, внаслідок чого 1831 року знову вступив у конфлікт з Фута-Торо. Також здійснював успішні походи проти Бунду і Салуму. Разом з тим йому вдалося зайняти частину важливої області Бамбук.
1847 року вдалося підкорити важливу область діавару на півночі. У 1851 році Каарта спільно з імперією Сегу виступили проти Імперії тукулерів. Проте в битві біля Ніоро 1854 року коаліція Каарти і Сегу зазнала нищівної поразки, обидва фаами Мамаді Кандіан і Масса Демба відповідно загинули. Невдовзі Каарту приєднали до держави тукулерів. Проте нащадок Мамаді Кандіана — Бодіан — 1890 року завдяки французам став номінальним правителем Сегу.

## Територія
54 000 км² і обмежує північ регіоном Ходх (Мавританія), на сході Бахуну; на південь Беледугу і Фуладугу; і на схід з річкою Сенегал від західної гілки Кулу до впадіння в Бауле. Населення переважно складалося з бамбара та сонінке, меншини становили хасонке, фульбе та маври.

## Устрій
Фаама (володар) був наділений вищою владою в політичній, військовій та судовій сферах. Влада передавалося у спадок від батька до старшого сина, а потім до брата. Значний вплив мали військова рада й рада знаті.

### Фаами
- Н'янголо (1610—1633)
- Сунсана (1633—1650)
- Масса (1650—1690)
- Секолобенфа (1690—1710)
- Бенефалі (1710—1745)
- Фолакоро (1745—1754)
- Сей Бамана (1754—?)
- Денібабо (?-1761)
- Сірабо (1761—1788)
- Дессе Коро (1788—1799)
- Муса Курабо (1799—1808)
- Некоро (1808—1811)
- Сараба (1811—1815)
- Бодіан Моріба (1815—1832)
- Н'ятален Гаран (1832—1843)
- Мамаді Кандіан (1843—1854)

## Релігія
Володар, його родина та місцева знать номінально сповідувала іслам. Водночас також не поривала з традиціями анімізму. Тому більшість населення сповідувала саме традиційні вірування.